# Europäischer Filmpreis/Bestes Kostümbild
Gewinner und Nominierte des Europäischen Filmpreises für das Beste Kostümbild (European Costume Design) seit Einführung der Kategorie im Jahr 2013. Die Auszeichnung wird zusammen mit weiteren Preisen durch eine Expertenjury als „Exellence Award“ vergeben, ohne Bekanntgabe von Nominierungen.
| Jahr | Preisträger/-in         | Filmtitel                                                    |
| 2013 | Paco Delgado            | Blancanieves                                                 |
| 2014 | Natascha Curtius-Noss   | Das finstere Tal                                             |
| 2015 | Sylvie Olivé            | Das brandneue Testament (Le tout nouveau testament)          |
| 2016 | Stefanie Bieker         | Unter dem Sand – Das Versprechen der Freiheit (Under Sandet) |
| 2017 | Katarzyna Lewińska      | Die Spur (Pokot)                                             |
| 2018 | Massimo Cantini Parrini | Dogman                                                       |
| 2019 | Sandy Powell            | The Favourite – Intrigen und Irrsinn (The Favourite)         |
| 2020 | Ursula Patzak           | Hidden Away (Volevo nascondermi)                             |
| 2021 | Michael O’Connor        | Ammonite                                                     |
| 2022 | Charlotte Walter        | Belfast                                                      |
| 2023 | Kicki Ilander           | Bastarden                                                    |
| 2024 | Tanja Hausner           | Des Teufels Bad                                              |